# 1946
Het jaar 1946 is een jaartal volgens de christelijke jaartelling.

## Gebeurtenissen
januari
- 1 - De bruggen over de Moerdijk gaan weer open.
- 1 - In de VS wordt de tweede elektronische computer (de ENIAC) vervaardigd.
- 1 - De Japanse keizer Hirohito verklaart in een radiorede, dat hij een mens is en geen godheid.
- 3 - De Amerikaans-Ierse nazipropagandist William Joyce, bijgenaamd Lord Haw-Haw wordt in Engeland opgehangen.
- 10 - Tijdens de eerste zitting van de Algemene Vergadering van de uit 51 landen bestaande Verenigde Naties, wordt de Belgische minister van buitenlandse zaken Paul Henri Spaak tot voorzitter gekozen.
- 10 - De fascistische Hongaarse ex-premier László Bárdossy wordt terechtgesteld.
- 24 - Het eerste radarcontact met de maan wordt tot stand gebracht.
- 25 - In de Veiligheidsraad van de Verenigde Naties wordt resolutie nummer 1 aangenomen, het betreft de samenstelling van het Generale Staf-Comité.
- 26 - Voor het eerst na het beëindigen van de oorlog verschijnt het Nieuwsblad van het Noorden weer, eerst in een oplage van 35 000 exemplaren. Tijdens de eerste vier oorlogsjaren bleef de krant verschijnen dankzij een welwillende houding tegenover de Duitse bezetters. Pas in juli 1944 kreeg de krant een verschijningsverbod toen werd geweigerd een NSB-hoofdredacteur te accepteren.
- 30 - In de Veiligheidsraad van de Verenigde Naties wordt resolutie nummer 2 aangenomen, het betreft een oproep tot onderhandelen tussen Iran en de Sovjet-Unie.
- januari - The Skymasters maken hun radiodebuut.

- Bioscoopjournaal uit januari 1946. De luitenant-Gouverneur-generaal van Nederlands-Indië, dr. H.J. van Mook, spreekt tot de kijkers over de nationale bewustwording en het verlangen van de mensen in Nederlands-Indië naar onafhankelijkheid en over de aard van de relatie tussen deze eventuele onafhankelijke staat en Nederland.

februari
- 9 - Partij van de Arbeid opgericht in Nederland. De SDAP gaat hierin samen met linkse liberalen en christenen.
- 19 - In Nederland wordt het radioprogramma Arbeidsvitaminen voor het eerst uitgezonden. Het zal uitgroeien tot een van de langstlopende radioprogramma's ter wereld.
- 21 - De Oorlogsverantwoordelijkheidsprocessen in Finland worden afgesloten met de veroordeling van een aantal voormalige leiders. Oud-president Risto Heikki Ryti krijgt tien jaar dwangarbeid, oud-premier Johan Wilhelm Rangell zes jaar en oud-premier Edwin Linkomies vijfenhalf jaar.
- 22 - In Amsterdam wordt de Nederlandsche Maatschappij voor de Walvischvaart opgericht. Zij zal onder directie van het cargadoorsbedrijf Vinke & Co de walvisjacht hervatten om te voorzien in het naoorlogse tekort aan oliën en vetten.
- 22 - Het laatste gat in de omdijking van Walcheren wordt gedicht.

- Bioscoopjournaal uit februari 1946. Door de aanhoudende regen zijn in Twente en de Achterhoek rivieren en kanalen buiten hun oevers getreden. Straten en landerijen staan blank, bruggen zijn weggeslagen of scheef gezakt, dijken verzakken.

maart
- 5 - De Britse ex-premier Winston Churchill houdt in Fulton, Missouri, een rede waarin hij de term IJzeren Gordijn op het wereldpodium brengt: "Van Stettin aan de Oostzee tot Triëst aan de Middellandse Zee loopt een ijzeren gordijn".
- 15 op 16 maart - Tweede aanslag op de IJzertoren (Diksmuide).
- 31 - De Belgische oud-premier Paul-Henri Spaak wordt de eerste voorzitter van de Algemene Vergadering van de Verenigde Naties.

april
- 1 - Er treedt een tsunami op bij het eiland Unimak van de Aleoeten (Alaska). Vijf personen komen om. Ook op Hawaï vallen tientallen slachtoffers.
- 2 - In de Brabantse gemeente Oost-, West- en Middelbeers wordt Truus Smulders-Beliën de eerste vrouwelijke burgemeester van Nederland. De moeder van vier kinderen volgt haar man Jan Smulders op, die niet uit een Duits concentratiekamp is teruggekeerd.
- 8  In Frankrijk worden alle 1350 nutsbedrijven genationaliseerd. Zij worden alle gebundeld in één organisatie onder de naam Electricité de France (EDF). Alle aandelen zijn in handen van de Franse overheid.
- 15 - In Nederland komen de eerste zeven Wegenwachters op de weg, "gele rijders" genoemd naar de kleur van hun motoren.
- 17 - Syrië wordt onafhankelijk van Frankrijk
- 21 - Onder druk fuseren de KPD en de SPD in de Sovjet-bezettingszone in Duitsland  tot Sozialistische Einheitspartei Deutschlands.
- 29 - Het eerste Algemeen Dagblad rolt in Rotterdam van de persen.

mei
- 7 - In Japan wordt Tokyo Telecommunications Engineering, het huidige Sony, opgericht.
- 7 - De NSB-voorman Anton Mussert wordt op de Waalsdorpervlakte terechtgesteld. Cornelis van Geelkerken krijgt levenslang, wordt in 1959 voorwaardelijk vrijgelaten en sterft in 1976. Rost van Tonningen pleegt vlak na de bevrijding zelfmoord in de gevangenis.
- 9 - In Italië treedt koning Victor-Emanuel III af ten gunste van zijn zoon Umberto II.
- 13 - De eerste voetbalwedstrijd tussen Nederland en België sinds de bevrijding eindigt in een 6-3 overwinning voor Oranje.
- 16 - Tweede Kamerverkiezingen
- 17 - Bij de verkiezingen voor de Tweede Kamer in Nederland wordt de KVP met 32 zetels de grootste partij. De PvdA, voor de oorlog SDAP, haalt 29 zetels. Opiniepeilingen hadden juist een omgekeerde uitslag voorspeld.
- 21 - De KLM voert de eerste lijnvlucht uit naar de Verenigde Staten van Amerika.
- 25 - Jordanië wordt onafhankelijk.
- 28 - De Rotterdamse gemeenteraad keurt het Basisplan voor de Wederopbouw van Rotterdam goed.

juni
- 2 - In een referendum wordt in Italië gekozen voor een republiek.
- 3 - In Parijs wordt Interpol opgericht.
- 9 - Prins Bhumibol Adulyadej wordt, na de dood van zijn broer Rama VIII, benoemd tot koning van Thailand. Pas in 1950 wordt hij in Bangkok gekroond.
- 24 - In het kader van hun atoomproeven brengen de Amerikanen een tweede kernbom op Bikini (Marshall eilanden) tot ontploffing.

- Bioscoopjournaal uit juni 1946. In Alkmaar wordt, voor het eerst na de oorlog, weer de traditionele kaasmarkt gehouden.

juli
- 1 - Eerste in een reeks van atoomproeven in Bikini, Marshall-eilanden.
- 4 - De Filipijnen worden onafhankelijk van de Verenigde Staten.
- 5 - In Parijs wordt het eerste tweedelige badpak voor vrouwen geïntroduceerd, de bikini.
- 6 - In de stad Kielce, 180 kilometer ten zuiden van Warschau wordt het nog eens overgedaan. Poolse burgers slaan vandaag hier 42 joden dood.
- 13 - De geallieerden dragen het gezag over Celebes weer over aan Nederland.
- 17 - De Joegoslavische partizanenleider Draza Mihailovic wordt wegens collaboratie in Belgrado geëxecuteerd.
- 22 - De zionistische terreurorganisatie Etsel onder leiding van Menachem Begin pleegt een Bomaanslag op het Koning Davidhotel in Jeruzalem. Onder de 91 doden zijn leden van het Britse bestuur en strijdmacht, Arabieren en Joden.

- Bioscoopjournaal uit juni 1946. In de Rotterdamse haven arriveert het schip "Duala" met een lading bananen. Deze eerste lading bananen na de oorlog is bestemd voor kinderen en zieken. Ze worden, vanwege de staking van de havenarbeiders, gelost door vrijwilligers en soldaten en overgeladen in treinwagons.

augustus
- 1 - De Hongaarse munteenheid de pengő wordt vervangen door de Forint. Door een hyperinflatie van uiteindelijk 41.900.000.000.000.000.000% per maand is de pengő waardeloos geworden.
- 23 - Oprichting van de Duitse deelstaat Noordrijn-Westfalen, waarin de aan België en Nederland grenzende Pruisische gebieden alsmede het Ruhrgebied zijn ondergebracht.
- 24 - Prins Bernhard opent de herstelde spoorbrug over de Moerdijk.
- 31 - Koninginnedag wordt in Diever afgesloten met een voorstelling van 'Een middernachtsdroom' van William Shakespeare. Vertaling en regie zijn gedaan door de huisarts Broekema, oprichter van de toneelvereniging. Een jaarlijkse traditie is geboren.
- augustus - Het Britse leger begint met de bouw van interneringskampen in Brits Cyprus. Daarin brengt het Joden onder die worden onderschept tijdens hun illegale immigratie naar het Mandaatgebied Palestina.

september
- 2 - In Ierland wordt de noodtoestand opgeheven, die gedurende de Tweede Wereldoorlog heeft gegolden.
- 3 - De Amerikaanse regering verzoekt de Verenigde Naties het Spaanse volk op te roepen dictator Franco ten val te brengen en een democratie in het land te grondvesten.
- 5 - In Parijs sluiten de regeringen van Italië en Oostenrijk de Gruber-De Gasperi-overeenkomst over de rechten van de Duitssprekende minderheid in Zuid-Tirol.
- 12 - Een krijgsraad veroordeelt de vroegere Belgische socialistische voorman Hendrik de Man bij verstek tot 20 jaar gevangenschap.
- 26 - Eerste nummer van het weekblad Kuifje.
- 29 - Oprichting van de Nationale Partij Suriname door Johan Ferrier en anderen.
- 30 - In het Proces van Neurenberg worden kopstukken van nazi-Duitsland veroordeeld wegens oorlogsmisdaden. De dag erna worden de straffen uitgesproken.

- Bioscoopjournaal uit september 1946. Een grote Engelse landingsboot, de "Empire Baltic", oorspronkelijk gebouwd en gebruikt voor de invasie in Frankrijk, onderhoudt nu een veerdienst tussen de havens van Rotterdam en Tilbury (Engeland). Uit dit idee is het moderne Roll-on-roll-offschip ontstaan.

oktober
- 2 - De Oratorische Vereniging S.E.N.E.C.A. opgericht.
- 7 - Een Fairey Firefly MK.1[1] van de Marine Luchtvaartdienst raakt met een vleugel het gymnastieklokaal van een school in Apeldoorn. De vlieger en 22 leerlingen komen om het leven.
- 10 - In het Belgische stripblad Spirou begint het verhaal "Arizona 1880", de eerste strip van Morris met Lucky Luke.
- 16 - De doodvonnissen van elf in het Proces van Neurenberg veroordeelde nazi-kopstukken, onder wie Arthur Seyss-Inquart, worden door ophanging ten uitvoer gebracht.
- 25 - Marcel Engelen, Marcel Ponsaerts en Leon Cornu, die ter dood zijn veroordeeld voor de Bloednacht van Tienen, worden wegens collaboratie  en verklikking met moord als gevolg, gefusilleerd.

- Bioscoopjournaal uit oktober 1946. In de Wieringermeerpolder zijn nog niet voldoende schuren aanwezig om de graanoogst in zijn geheel te kunnen bergen. Daarom moet het graan, bij droog weer, na het oogsten, ter plekke meteen op het land gedorst worden. Dit kan alleen bij droog weer. De vochtigheid echter heeft de kwaliteit van het graan aangetast. De vochtige korrels worden naar een graandrogerij gebracht waar ze met hete lucht worden gedroogd en daardoor bruikbaar worden voor het maken van brood.

november
- 14 - Voor een Amerikaanse militaire rechtbank in Duitsland begint het Milchproces inzake van het laten verrichten van slavenarbeid in de vliegtuigindustrie door krijgsgevangenen en tewerkgestelden uit bezette landen.
- 15 - Nederland en de Republiek Indonesië sluiten het akkoord van Linggadjati.

december
- 2 - Oprichting van de Internationale Walvisvaartcommissie ter regulering van de walvisvaart.
- 2 -  De Britse minister van Buitenlandse Zaken Ernest Bevin en zijn Amerikaanse collega James F. Byrnes ondertekenen een verdrag dat de Britse en Amerikaanse bezettingszones in Duitsland samenvoegt tot Bizone.
- 5 - Kapitein Raymond Westerling en zijn Depot Speciale Troepen arriveren in Makassar om Celebes te zuiveren van radicale Javanen. Nederland wil het eiland tot centrum maken van een deelstaat Oost-Indonesië.
- 7 - Kenichi Sonei, de Japanse commandant van kamp Tjideng in Batavia, wordt door een Nederlands vuurpeloton gefusilleerd.
- 9 - In Neurenberg begint het Artsenproces tegen artsen die hebben meegewerkt aan medische experimenten in concentratiekampen.
- 19 - Vietnamese opstandelingen vallen Hanoi aan. Begin van de Eerste Indochinese Oorlog.
- 21 - De Noorder Rondritten worden gewonnen door Anne A. de Vries, iets wat hij ook al presteerde bij de derde editie in 1942. Dit Groninger "broertje" van de Elfstedentocht wordt voor de vierde keer in de geschiedenis verreden.
- 22 - in de Cubaanse hoofdstad Havana vindt de Havanaconferentie plaats, tussen de kopstukken van de Amerikaanse georganiseerde misdaad.
- 31 - Kamp Erica bij Ommen, detentiecentrum in Nederland voor collaborateurs, wordt gesloten.
- 31 - De Fransen trekken zich terug uit Libanon.

zonder datum
- De radiaalband komt op de markt.
- Oprichting van het professionele basketbalteam de Atlanta Hawks.
- De KLM zal gebruik gaan maken van Lockheed Constellations passagierstoestellen. Er wordt mee gevlogen tot 1962 met een totaal aantal van 48 exemplaren.

## Muziek
- La Vie En Rose van Édith Piaf wordt het eerste echte liedje dat populair werd onder het grote publiek
- 29 januari: de eerste uitvoering van het toneelstuk Golden eagle van Clifford Bax met muziek van zijn broer Arnold Bax
- 16 februari: de eerste uitvoering van Northern ballad no. 2 van Arnold Bax
- 26 april: de eerste uitvoering van Kamerconcert nr. 10 van Vagn Holmboe
- 2 juli: de eerste uitvoering van de tweede versie van het Pianoconcert van Benjamin Britten
- 2 augustus: de eerste uitvoering van Saa tag mit Hjerte van Hugo Alfvén
- 5 oktober: de eerste uitvoering van Pianosonate nr. 3 van Mieczysław Weinberg
- 15 oktober: de eerste publieke uitvoering van The young person's guide to the orchestra van Britten
- 30 oktober: eerste uitvoering van het Celloconcert van Aram Chatsjatoerjan
- 18 november: de eerste uitvoering van Sleigh Ride van Frederick Delius (verpakt in Three small tone poems)
- 15 december: de eerste uitvoering van de Symfonie nr. 2 van Uuno Klami

## Beeldende kunst

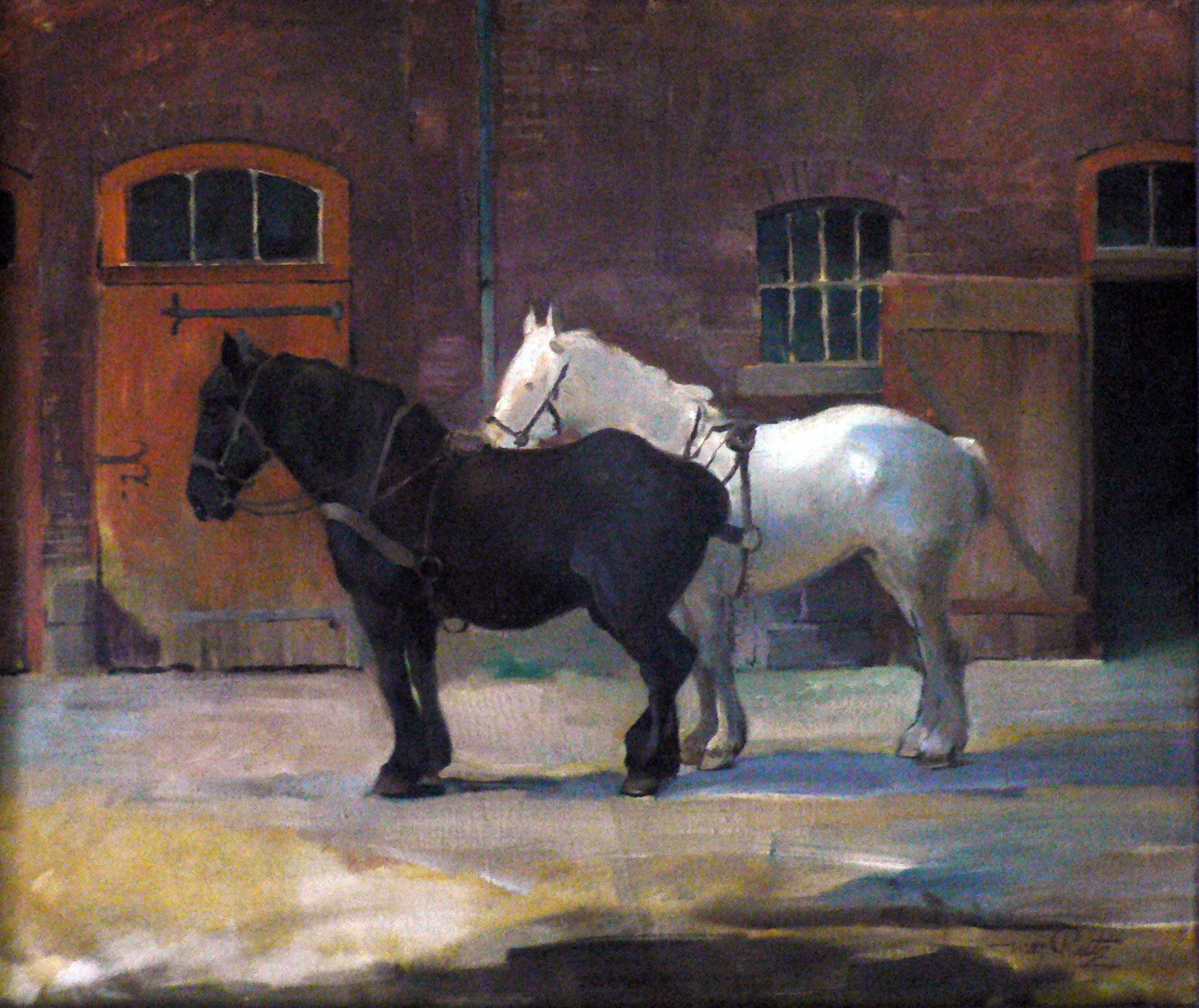
Pferde (1946) Willy Reetz

## Bouwkunst

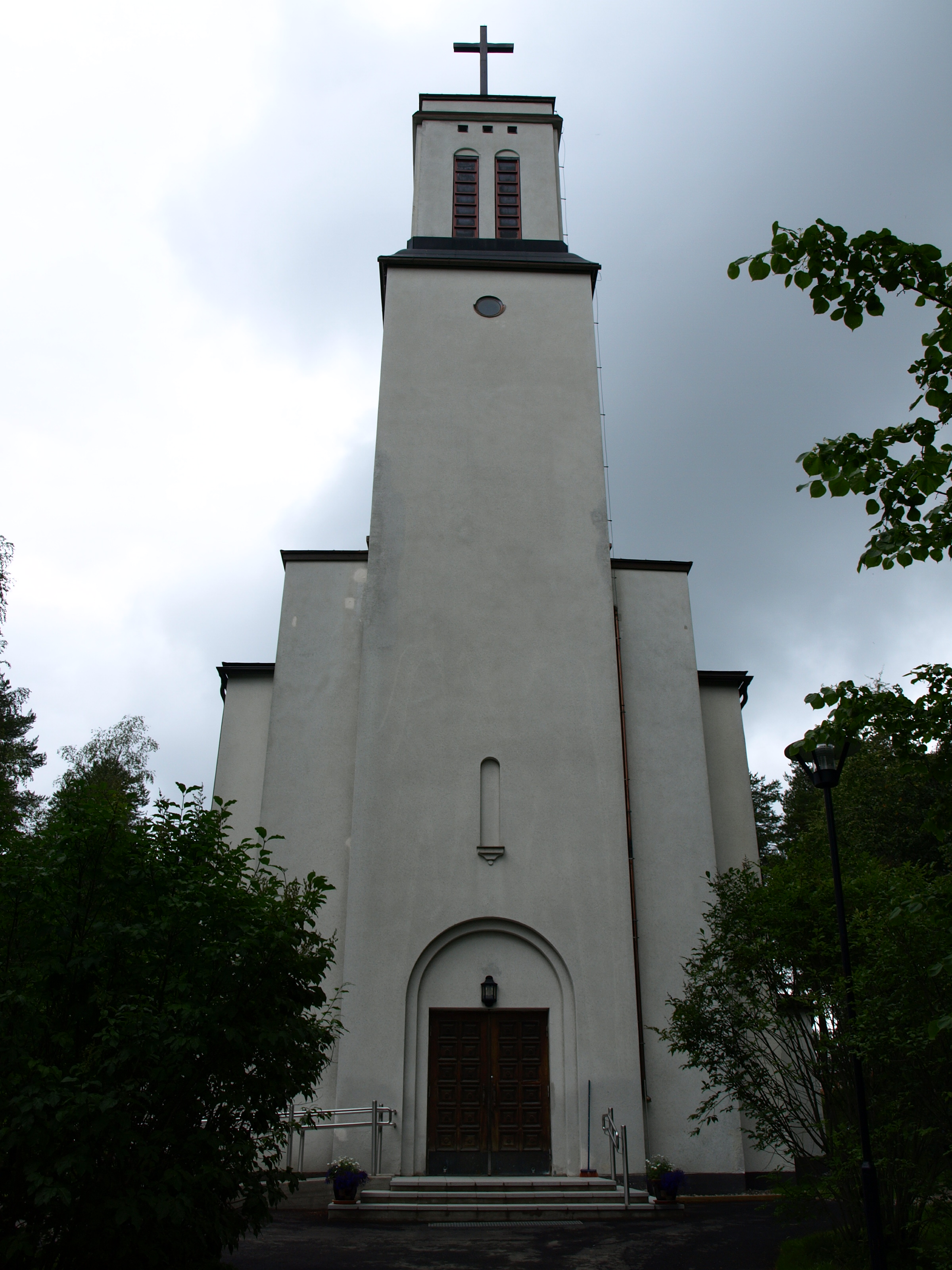
Paltamo Church, Finland (1946) Ilmari Launis

## Weerextremen in België
- januari: Januari met laagste relatieve vochtigheid: 76% (normaal 86,3%).
- 10 februari: Natste van alle februari-decaden in Ukkel: 96,5 mm neerslag.
- 4 april: Maximumtemperatuur: 25,9 °C in Ukkel.
- juni: Juni met hoogste gemiddelde windsnelheid: 4 m/s (normaal 3,1 m/s).
- 21 september: Windstoot tot 118 km/h geregistreerd in Ukkel.
- 27 september: Maximumtemperatuur tot 25 °C op de Baraque Michel (Jalhay).
- 21 december: Minimumtemperatuur tot −13,2 °C in Koksijde en −17,3 °C in Rochefort.

Bron: KMI Gegevens Ukkel 1901-2003  met aanvullingen